# Штраус, Урсула
Урсула Штраус (нем. Ursula Strauss; род. 25 апреля 1974, Мельк, Австрия) — австрийская актриса, дебютировавшая в 2001 году. Штраус наиболее известна ведущей ролью в картине «Реванш», номинированной на «Оскар» как лучший фильм на иностранном языке.

## Биография
Урсула Штраус родилась в Мельке. Она окончила среднее учебное заведение в Амштеттене, после чего переехала в Вену, где с 1993 по 1996 год проходила обучение в Школе драматического искусства при Фолькстеатре. По окончании обучения Штраус начала принимать участие в постановках Фолькстеатра.
В 2001 году Штраус впервые появилась на экране, снявшись в картине Gelbe Kirschen. После этого она получила ведущую роль в фильме «Свободные радикалы» австрийского режиссёра Барбары Альберт. За этим последовало несколько телефильмов и сериалов с участием Штраус, а также драма «Падший». В 2006 году она исполнила роль Сюзанны в картине «Реванш», номинированной на «Оскар» как лучший фильм на иностранном языке. Эта работа принесла актрисе известность в Австрии.
В 2008 году Штраус появилась во второстепенной роли в картине «Любовь – это мечта». В 2009 году она получила постоянную роль в криминальном телесериале «Дело ведёт Шнель». В 2010 году актриса сыграла в картине «Возможно, в другой жизни». За эту роль она получила премию кинофестиваля Viennale в категории «Лучшая женская роль» и австрийскую награду Österreichischer Filmpreis.

## Фильмография
| Год  |    | Русское название          | Оригинальное название              | Роль             |
| ---- | -- | ------------------------- | ---------------------------------- | ---------------- |
| 2003 | ф  | Свободные радикалы        | Böse Zellen                        | Андреа           |
| 2004 | с  | Комиссар Рекс             | Kommissar Rex                      | Марга Бенеш      |
| 2005 | с  | Криминальный кроссворд    | SOKO Kitzbühel                     | Сибилла Прантнер |
| 2005 | ф  | Подопытные манекены       | Crash Test Dummies                 | Ски              |
| 2005 | тф | Две рождественских собаки | Zwei Weihnachtshunde               | Наталия Мюллер   |
| 2006 | ф  | Падший                    | Fallen                             | Алекс            |
| 2008 | ф  | Реванш                    | Revanche                           | Сюзанна          |
| 2008 | ф  | Любовь – это мечта        | Die Liebe ein Traum                | Юдит Шпильмахер  |
| 2009 | с  | Место преступления        | Tatort                             | Геркинде Биро    |
| 2009 | с  | Дело ведёт Шнель          | Schnell ermittelt                  | Ангелика Шнель   |
| 2010 | ф  | Возможно, в другой жизни  | Vielleicht in einem anderen Leben  | Траудль          |
| 2011 | ф  | Мой лучший враг           | Mein bester Feind                  | Лена             |
| 2011 | ф  | Михаэль                   | Michael                            | сестра           |
| 2016 | с  | Захер: История соблазна   | Das Sacher. In bester Gesellschaft | Анна Захер       |

## Награды и номинации
| Награды и номинации        | Награды и номинации | Награды и номинации                                            | Награды и номинации | Награды и номинации |
| Награда                    | Год                 | Категория                                                      | Итог                |                     |
| -------------------------- | ------------------- | -------------------------------------------------------------- | ------------------- | ------------------- |
| Viennale                   | 2012                | Лучшая женская роль за фильм «Возможно, в другой жизни»        | Победа              |                     |
| Österreichischer Filmpreis | 2012                | Лучшая женская роль за фильм «Возможно, в другой жизни»        | Победа              |                     |
| Клотрудис                  | 2010                | Лучшая женская роль второго плана за фильм «Реванш»            | Номинация           |                     |
| Romy                       | 2010                | Любимый исполнитель в сериале за телесериал «Дело ведёт Шнель» | Победа              |                     |
| Romy                       | 2011                | Любимая актриса за телесериал «Возможно, в другой жизни»       | Победа              |                     |
| Romy                       | 2012                | Любимый исполнитель в сериале за телесериал «Дело ведёт Шнель» | Номинация           |                     |
| Romy                       | 2013                | Любимый исполнитель в сериале за телесериал «Дело ведёт Шнель» | Номинация           |                     |